# Mora (diritto)
Per mora, in diritto, si intende il ritardo ingiustificato e imputabile, da una parte all'altra, nell'adempimento dell'obbligazione, qualora essa possa essere eseguita anche dopo la scadenza.
La mora può essere a carico del creditore o del debitore.

## Mora del creditore

### Presupposti
Il creditore ha la facoltà di rifiutare una prestazione che non sia conforme in senso quantitativo o qualitativo al contenuto dell'obbligo. L'esattezza quantitativa e qualitativa della prestazione e l'offerta della stessa secondo i criteri fissati dall'ordinamento comportano la nascita di un obbligo di ricevere la prestazione e di cooperare all'adempimento (tale obbligo non sarebbe esigibile solo se da parte del creditore vi sia un motivo legittimo che giustifichi il suo rifiuto).

Nel caso di ingiustificato rifiuto del creditore, è previsto un procedimento di liberazione del debitore. La liberazione avviene contro o senza la volontà del creditore (liberazione coattiva). L'offerta deve essere fatta da un pubblico ufficiale, deve essere reale (ossia comprendere la totalità dei beni da consegnare) se si tratta di beni determinati o nella forma dell'intimazione a ricevere. Attestato il rifiuto, il debitore può ottenere la liberazione depositando i beni oggetto dell'obbligazione, ottenendo poi una sentenza costitutiva che  deposito.

### Effetti
A carico del creditore sono posti tre ordini di effetti:
- passaggio del rischio: è a carico del creditore l'impossibilità sopravvenuta della prestazione per causa non imputabile al debitore (art. 1207 c.c.);
- estinzione dell'obbligazione del debitore di versare gli interessi;
- risarcimento dei danni che il debitore abbia subito a causa del prolungamento del vincolo. Gli effetti della mora si verificano dal giorno dell'offerta, se questa è successivamente dichiarata valida con sentenza passata in giudicato.

## Mora del debitore
Il ritardo in quanto tale è un adempimento di regola imprevedibile nel suo esito ultimo. Si può risolvere con l'adempimento tardivo e con la certezza dell'inadempimento definitivo ossia dell'impossibilità dell'inadempimento. Non ogni ritardo comporta però mora: occorre infatti, come detto, il ritardo ingiustificato.
La responsabilità autonoma per ritardo si manifesta solo nel caso dell'inadempimento tardivo; nelle altre ipotesi è ricompresa nell'inadempimento definitivo. Il ritardo dovuto a colpa del debitore nell'esecuzione della prestazione dovuta costituisce una figura di inesatta attuazione del rapporto (inadempimento provvisorio relativo alla modalità temporale).
Nell'ipotesi di ritardo semplice basta una richiesta anche informale affinché sorga a carico del debitore l'obbligo di risarcire i danni derivanti dal ritardo.
Nell'ipotesi di ritardo qualificato, sono necessari i presupposti legali che si trovano nell'art. 1219 c.c.. Gli effetti della mora del debitore si producono in via automatica o in conseguenza di una intimazione (richiesta scritta).
La mora automatica (mora di diritto o mora ex re) ha luogo in quattro ordini di ipotesi:
- Obbligazioni derivanti da fatto illecito;
- Dichiarazione scritta del debitore di non voler adempiere;
- Mancata esecuzione dell'obbligazione portabile (ovvero quando la prestazione deve essere eseguita al domicilio del creditore);
- Obbligazioni di non facere.[4]

Si ha mora ex persona quando il creditore ha manifestato per intimazione o per atto scritto di esigere la prestazione.
L'interesse è determinato dal d. Lgs. 231/2002, art. 5 pari al tasso Euribor a un anno, salvo diverso accordo tra le parti.
La mora va tenuta distinta dall'istituto della diffida ad adempiere. Nel primo caso, il creditore con una lettera di messa in mora sollecita la controparte a rispettare gli impegni presi nel contratto e la si avverte che, in mancanza di tale adempimento, si adiranno le vie legali.
Con la diffida ad adempiere, invece, si avverte la controparte che, se non rispetterà gli accordi presi entro un termine (non inferiore a 15 giorni) il contratto si considererà risolto definitivamente, salvo ovviamente il diritto di agire in giudizio per il risarcimento del danno.